# 타자 (야구)

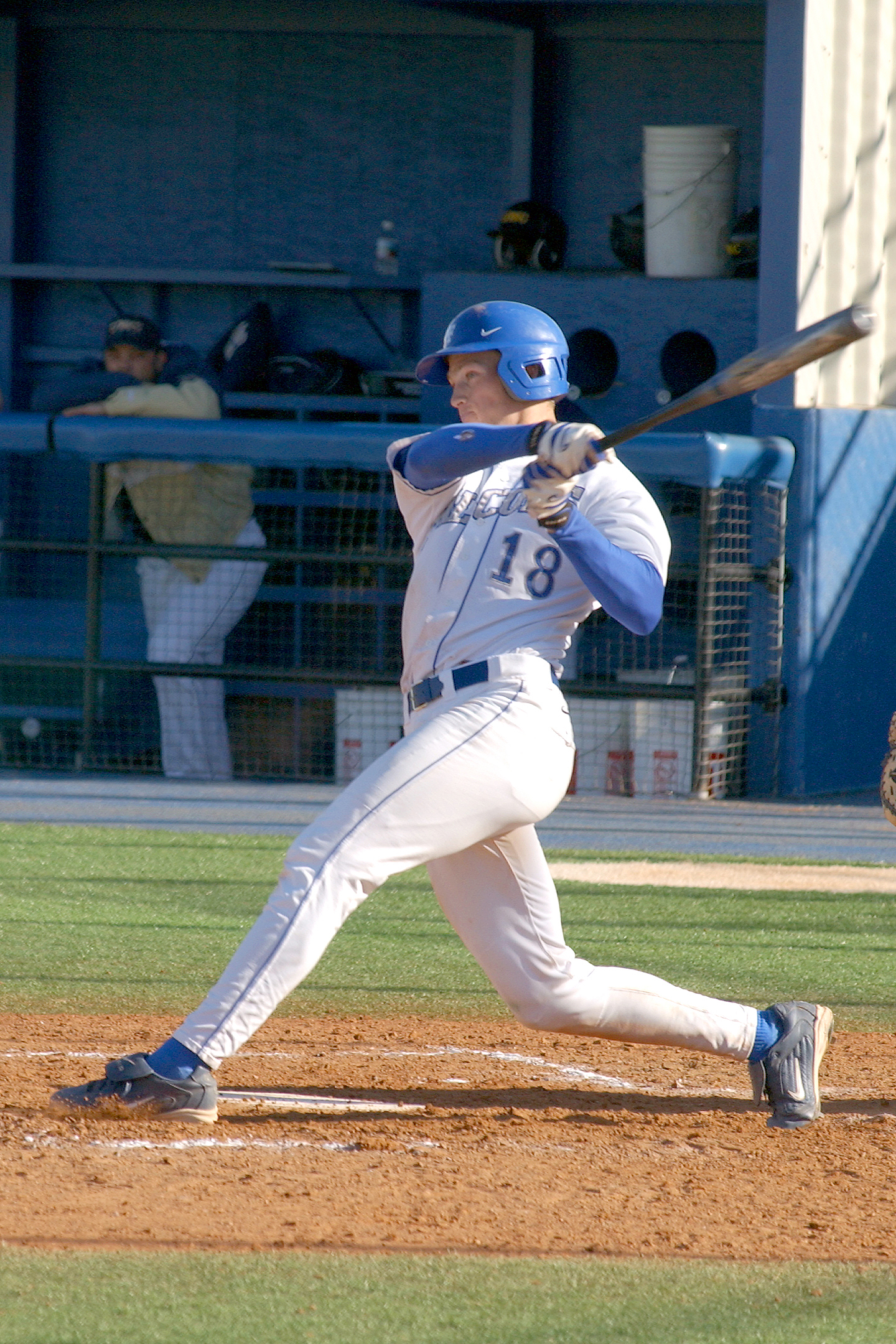
타격하는 선수

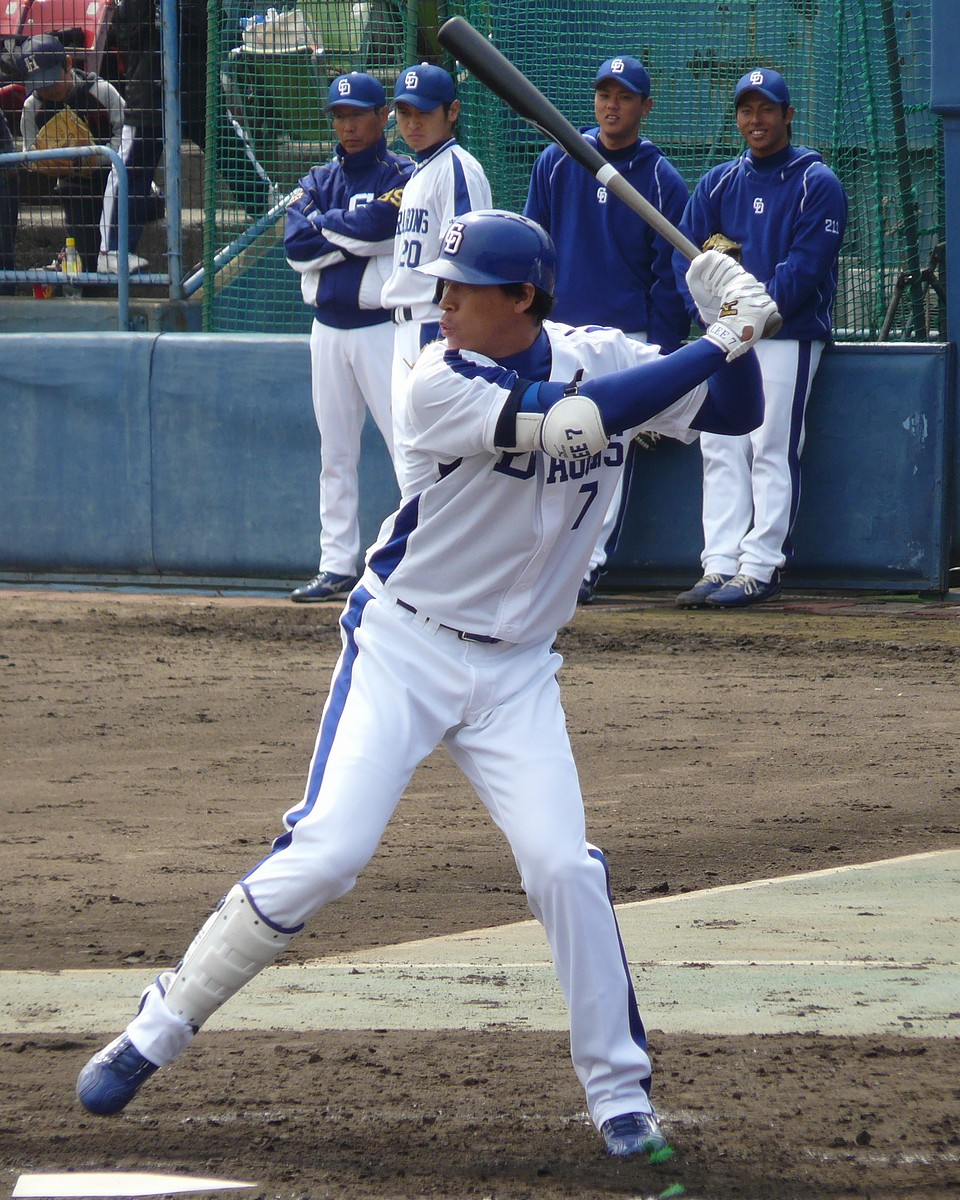
왼손으로 타격하는 이병규

타자(打者)는 야구, 소프트볼에서 투수가 던지는 공을 방망이를 이용하여 타격하는 선수이다. 영어식 표현으로는 배터(batter) 또는 히터(hitter)라고 한다.

## 개요
팀은 미리 공격시의 9명 선수의 타순을 정해 둔다. 이에 따라 각 선수는 자신의 차례가 왔을 때 타자가 되고, 야구 방망이를 들고 타자석에 선다. 타석은 본루를 사이에 두고 1루 측과 3루 측에 설치되어 있지만, 어느 쪽을 사용할 것인지 타자가 치는 법에 의해 선택된다. 3루 측에 위치한 타자를 우타자, 오른손 타자라고 하며, 1루 측에 위치한 타자를 왼손 타자 또는 좌타자라고 한다. 일반적인 타자는 둘 중 하나이지만, 좌우 양쪽을 할 수 있는 사람을 스위치히터라고 한다.
타석에 들어선 타자는 타격 자세를 취하고 방망이를 사용하여 투구를 친다. 타자가 방망이를 휘두르지 않았을 경우에, 주심에 의해 스트라이크 또는 볼이 선언된다.
타자는 안타를 치거나 볼넷 등으로 출루하면 주자가 된다. 타자는 어떤 이유로 아웃되어 그라운드에서 물러나거나 주자로 출루하여 타격을 완료한다. 타격이 완료되면 다음번 타자로 타순이 돈다.